# ويليام جنكينز (سياسي)
ويليام جنكينز (بالإنجليزية: William Jenkins)‏ هو سياسي أسترالي، ولد في 3 أغسطس 1895، وتوفي في 30 أغسطس 1963. حزبياً، نشط في تحالف الليبرالية والريفي. وقد انتخب عضو مجلس النواب جنوب أستراليا من الجمعية عن دائرة Electoral district of Stirling (South Australia) ‏ وقد انضم خلال فترته النيابية (18 أكتوبر 1952 – 30 أغسطس 1963) للكتلة البرلمانية تحالف الليبرالية والريفي.